# Metrogas (Chile)
Metrogas es una empresa chilena distribuidora de gas natural para el Gran Santiago, fundada en 1994. Sus principales accionistas son Gas Natural Chile S.A. (empresa resultante de la división de Gasco con el fin de separar el mercado del gas licuado y el gas natural el 30 de marzo de 2016) con un 51,84 % de su participación, le sigue Empresas Copec S.A. con un 39.83 % de participación y directamente pero no menos importante el grupo español Naturgy con un 8,33 %. Este último controla indirectamente el 60,17 % pues la empresa española adquirió CGE, empresa controladora del mayor porcentaje de lo que es actualmente Gas Natural Chile S.A. 
Metrogas inició la distribución de gas en el año 1997. Al inicio, la red fue alimentada en gran medida por el Gasoducto GasAndes entre Argentina y Chile. A octubre de 2015 Metrogas cuenta con cerca de 600 000 clientes.